# هجوم هذيل على القرامطة
معارك فتنة القرامطة وهي المعارك التي خاضها أبو طاهر الجنابي والقرامطة ضد قبيلة هذيل خلال فترة فتنة القرامطة (317 هـ / 930 م). أستمرت المعارك عدة أيام بينهم وانتهت بهروب أبو طاهر الجنابي من مكة راجعا الى موطنه البحرين.

## ما ذكره المؤرخون
ذكر المؤرخون بعد دخول القرامطة الى الحرم المكي أرسل أبو طاهر الجنابي رجلا من جيشه ليصعد الى الكعبة ليقلع ميزابها وكانت هذيل قد اعتلت جبل أبو قبيس امام الحرم المكي حتى يكونوا مباشرين للكعبة فكان كل ما حاول أحد من القرامطة الصعود الى الميزاب ليقلعه يرمونه بسهم فيقتلونه وأستمر هذا الحال حتى يأس أبو طاهر الجنابي من أخذ الميزاب فأخذ الحجر الأسود وخرج من الحرم. وذكر ذلك ابن جرير فقال.
| هجوم هذيل على القرامطة | وقيل ان الجنابى صعد الى سطح الكعبة ليقلع الميزاب، وهو من خشب ملبس بذهب، فرماه بنو هذيل الاعراب من جبل ابى قبيس بالسهام حتى ازالوهم عنه، ولم يصلوا الى قلعه | هجوم هذيل على القرامطة |

ونقل شهاب الدين النويري ما يفيد انه لم تستمر الحرب بينهم في الحرم المكي فقط. فلم يلبث أبو طاهر حتى خرج من الحرم الى احياء مكة فواجهته هذيل وحاصرته حصارا شديدا حتى كاد أن يهلك منه. وحين خرج من احياء مكة وقع بينه وبين الهذليين الساكنين في أودية مكة وشعابها الخارجية حرب كبيرة بالأسهم والنبال وحاربوه حرب كبيرة واعترضوا طريقة في جميع طرق مكة فبقي أبو طاهر الجنابي معلقا ضائعا في مكة بسبب حصارهم له لمدة ثلاث أيام.
واستطاعت هذيل بعد ذلك ان تجبره على ترك من أسره من اهل مكة وكاد يشرف جيشه على الهلاك فنهبوا منه الاف النياق. فبقي على هذا الحال حتى وجد عبدا في مكة دله للخروج من مكة فعاد الى بلاده.